# Lard of the Dance
«Lard of the Dance» (с англ. — «Сальный танец») — первая серия десятого сезона «Симпсонов». Премьерный показ состоялся 23 августа 1998 года.

## Сюжет
Однажды во время покупок в магазине Гомер узнаёт от Апу, что тот сдаёт использованный жир и получает за это деньги. Идея заработать на жире очень привлекает Гомера. Он начинает «добывать» жир из бекона: обжарив бекон, скармливает его собаке, а жир сливает и сдаёт. В помощники себе он берёт Барта, из-за этого последний вынужден прогуливать школу, где как раз после каникул начались занятия. Кроме того, этот бизнес не приносит им никаких доходов. Гомер пытается увеличить объёмы сдаваемого жира, но это встречает противодействие Спрингфилдской жировой компании — монополиста в этой области. Представители компании, поколотив Гомера, рекомендуют ему не лезть в их бизнес.
А Лиза приступает к учёбе. В её классе появилась новая ученица — Алекс Уитни — и директор Скиннер поручает Лизе помочь ей освоиться на новом месте, показать школу и так далее. Однако вскоре выясняется, что Алекс не нуждается в подобной заботе — она очень компанейская девочка, кроме того, она гораздо более «продвинута», чем её сверстницы — она пользуется косметикой, носит сережки, и у неё есть настоящий сотовый телефон. Подруги Лизы в восхищении от Алекс, и это нервирует Лизу.
Алекс предлагает провести в школе вечер танцев, и директор Скиннер соглашается. Организацию мероприятия он традиционно возлагает на Лизу. Она с подругами идет в торговый центр, чтобы купить там воздушные шарики и другие вещи для украшения танцевального зала. Но там все её подруги, попав под влияние Алекс, первым делом бросаются покупать костюмы для танцев и обсуждать мальчиков. Вся эта затея нравится Лизе всё меньше и меньше, и наконец она решает не идти на танцы. Но, поговорив со своей матерью, она изменяет решение. В самих танцах она не участвует, ограничившись тем, что понуро сидит перед входом в танцевальный зал и ставит всем входящим оттиски на руки (вместо билетов).
Директор Скиннер, под предлогом того, что ему нужно помочь своей маме убить майского жука, уходит с танцев, назначив Лизу старшей. Она входит в танцевальный зал и видит, что дети стоят по разным сторонам зала и стесняются подойти друг к другу. Такое поведение непонятно Алекс, и Лиза разъясняет ей, что поскольку все собравшиеся — дети, то и ведут они себя по-детски.
Тем временем Гомер переживает случившееся. Однако Барт воодушевляет его, и они решают продолжить свой жировой бизнес. Они задумывают пробраться под покровом ночи в Спрингфилдскую начальную школу и собрать жир с противней школьной кухни, где, по воспоминаниям Барта, жир никогда не счищали. Однако их планы расстраивает садовник Вилли, живущий при школе. Барт с Гомером вынуждены спасаться бегством по вентканалам школы, но Вилли хватает Гомера и пытается задушить его шлангом, по которому тот пытался откачать жир. Из-за перепада давления шланг лопается, и жир, растекшись по вентиляции, в конце концов хлопьями выпадает в танцевальном зале.
Дети начинают играть жиром в снежки. Алекс присоединяется к ним.

## Производство
Идея эпизода родилась из разговора между сценаристом Джейн О’Брайен и Майком Скалли о том, что все девочки всегда хотят побыстрее вырасти — тема близко знакомая Скалли, у которого пять дочерей.
Персонаж Алекс Уитни был озвучен приглашённой актрисой Лизой Кудроу, которая внесла в эпизод множество импровизаций. В частности, фраза Алекс «Не будь как Фиби» — это отсылка к телесериалу «Друзья», в котором Кудроу исполнила роль Фиби.